# Emily Head
Emily Rose Head (Londres, 15 de dezembro de 1988) é uma atriz inglesa, mais conhecida por seu papel breakout como Carli D'Amato em The Inbetweeners.

## Biografia
Emily Head é a filha mais velha do ator Anthony Head. Ela participou do BRIT School, em Croydon, onde concluiu um BTEC curso de atuação e foi um colega de escola de cantores Katy B e Adele.

### Carreira
Head desempenhou um papel de apoio como Carli D'Amato, em E4, a comédia, O Inbetweeners a partir de 2008 até 2010, bem como a aparecer em seu filme The Inbetweeners Movie.
Ela também apareceu em um episódio de M. I. Alta, na qual interpretou uma estrategista do mal envolvidos em um banco de golpe.
Em dezembro de 2011, a inttepretou Melissa Milcote na Bristol Old Vic produção de Helen Edmundson's Coram Menino no Colston Hall em Bristol.
Em 2014, ela interpretou o icônico papel de Angela "Flange" em uma circular de produção de Abigail Partido em Leicester's Curva.

### Emmerdale
Em setembro de 2016, foi anunciado que Emily iria se juntar ao elenco da novela popular Emmerdale, desempenhando o papel de Rebecca Branco. Rebeca é filha de Lourenço Branco (João Bowe), meia-irmã de Chrissie Branco (Louise Marwood) e tia de Lachlan Branco (Thomas Atkinson). Head fez sua primeira aparição como Rebecca em 11 de outubro de 2016. Como em 2018, Emily, deixou Emmerdale.

## Filmografia
| Ano       | Título                                    | Função                             | Notas                         |
| --------- | ----------------------------------------- | ---------------------------------- | ----------------------------- |
| 2005      | Avaliação &amp; Retribuição: Os Amantes   | Natalie Franke                     | 1 episódio                    |
| 2007      | Doc Martin                                | Papoula, "Movimento"               | 1 episódio                    |
| 2008      | Os Invisíveis                             | Graça Riley                        | Função de suporte             |
| 2008-2010 | O Inbetweeners                            | Carli D'Amato                      | Papel principal               |
| 2010      | MI Alta                                   | Bre (Garçonete)                    | 1 episódio                    |
| 2010      | Médicos                                   | Liz Wates                          | 1 episódio                    |
| 2011      | O Inbetweeners Movie                      | Carli D'Amato                      |                               |
| 2011      | Meu Pedaço de Pizza                       | Baby-sitter de Londres             | 1 episódio                    |
| 2011      | William &amp; Catherine: Um Royal Romance | William Universidade Amigo         | Hallmark Movie                |
| 2012      | Frango Robô                               | Bella Swan / Mary Poppins / Mulher | 3 episódios                   |
| 2015      | Médicos                                   | Paula Dowling                      | 1 episódio                    |
| 2016-2018 | Emmerdale                                 | Rebecca Branco                     | Função Regular; 280 episódios |
| 2017      | Solta As Mulheres                         | Ela mesma                          | Membro do painel de hóspedes  |
| 2019      | O Inbetweeners: Fwends Reunidos           | Ela mesma                          | 1 episódio especial           |